# Punkt krytyczny (fizyka)

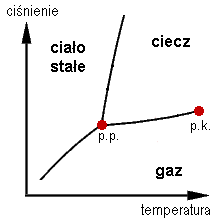
Punkt krytyczny (p.k.) na wykresie równowagi faz dla czystej substancji

Punkt krytyczny, warunki krytyczne, stan krytyczny – punkt przejścia układu fizycznego w stan o odmiennych właściwościach (ciecz nasycona–para nasycona), w którym nie można rozróżnić obu stanów. Na przykład:
- dla substancji czystych punkt krytyczny oznacza temperaturę krytyczną (i odpowiadające mu ciśnienie krytyczne, czyli maksymalne ciśnienie pary nad daną cieczą), powyżej której nie można skroplić gazu, niezależnie od wielkości ciśnienia. Jest to punkt krytyczny dwuwymiarowy (układ o dwóch stopniach swobody – 2D). Parametry krytyczne oznacza się często dolnymi indeksami „kr”, „k”, „cr” lub „c”, czasami z dodatkiem „2D” („2”), „3D” („3”) itd., w zależności od tego, jakiego układu dotyczą, na przykład T3c. Dla gazów parametry krytyczne można określić na podstawie współczynników odpowiedniego równania stanu, na przykład równania van der Waalsa.
  - w przypadku gazów zaadsorbowanych na powierzchni (układ dwuwymiarowy), jak i innych zjawisk związanych z dwoma wymiarami (2D), warunki krytyczne będą się różniły. Wiele przejść fazowych również zachodzi jedynie w warunkach powyżej lub poniżej pewnych wartości krytycznych (gęstości, temperatury, ciśnienia).
- punkt krytyczny dla ciekłych układów wieloskładnikowych oznacza stan, w którym zanika różnica między współistniejącymi fazami ciekłymi – dla wielu mieszanin ciekłych istnieją obszary (określone przede wszystkim przez temperatury krytyczne), w których istnieje całkowita mieszalność, i obszary, gdzie istnieje ograniczenie rozpuszczalności, a więc w pewnym zakresie stężeń współistnieją (zwykle dwie) odrębne fazy (np. faza A nasycona składnikiem B oraz faza B nasycona składnikiem A).

## Stałe krytyczne

### Gaz van der Waalsa
Dla gazu, którego stan może być opisany za pomocą równania van der Waalsa, parametry krytyczne, zwane też stałymi krytycznymi, wyraża się poprzez parametry tego równania:
temperatura krytyczna: {\displaystyle T_{k}={\frac {8a}{27bR}},}
ciśnienie krytyczne: {\displaystyle p_{k}={\frac {a}{27b^{2}}},}
molowa objętość krytyczna: {\displaystyle V_{k}=3b,}
gdzie:
- {\displaystyle R} – (uniwersalna) stała gazowa,
- {\displaystyle T} – temperatura (bezwzględna),
- {\displaystyle a,b} – parametry równania van der Waalsa:

{\displaystyle \left(p+{\frac {a}{V^{2}}}\right)(V-b)=RT,}
gdzie:
- {\displaystyle p} – ciśnienie,
- {\displaystyle V} – objętość molowa

### Ciecze o ograniczonej mieszalności
Warunki krytyczne dla cieczy o ograniczonej mieszalności określają temperatury:
- górna temperatura krytyczna – jeżeli istnieje temperatura, powyżej której ciecze stają się całkowicie mieszalne, poniżej tej temperatury wzajemna rozpuszczalność jest ograniczona (w pewnym przedziale składów wyjściowych uzyskujemy dwie fazy ciekłe będące roztworami wzajemnie nasyconymi)
- dolna temperatura krytyczna – jeżeli istnieje temperatura, poniżej której ciecze stają się całkowicie mieszalne.

## Zredukowane stałe krytyczne
Bardzo często wielkości fizyczne charakteryzujące określony stan materii wyraża się względem parametrów krytycznych, podając tzw. parametry zredukowane (często oznaczane gwiazdką *), na przykład:
- temperatura zredukowana:

{\displaystyle T^{*}={\frac {T}{T_{k}}}}
- gęstość zredukowana:

{\displaystyle \rho ^{*}={\frac {\rho }{\rho _{k}}}}
- ciśnienie zredukowane:

{\displaystyle p^{*}={\frac {p}{p_{k}}}}
- objętość (molowa) zredukowana:

{\displaystyle V^{*}={\frac {V}{V_{k}}}}
Wykorzystywanie wielkości parametrów zredukowanych pozwala łatwo określić „odległość” danego układu od warunków krytycznych i stwierdzić, jakiego rodzaju model fizyczny zjawisk należy stosować.
Temperatury krytyczne niektórych pierwiastków i związków chemicznych:
- woda (H2O): 374 °C
- amoniak (NH3): 132,4 °C
- tlen (O2): −118,8 °C
- wodór (H2): −240 °C
- hel (He): −267,8 °C